# Vocea morții
Vocea morții (White Noise) este un film de groază supranatural din 2005, regizat de Geoffrey Sax și produs de Brightlight Pictures. Titlul face referire la fenomenul de voce electronică, în care voci, despre care unii cred că sunt din lumea cealaltă, pot fi auzite în înregistrări audio. Filmul nu are nicio legătură cu romanul postmodernism din 1985 White Noise scris de Don DeLillo. Este urmat de filmul Vocea morții 2.

## Povestea
Jonathan Rivers (Michael Keaton) este un arhitect de succes și trăiește o viață liniștită alături de soția sa Anna (Chandra West) până la moartea acesteia neașteptată și violentă.
În cele din urmă, el este căutat de Raymond Price (Ian McNeice), care susține că și fiul său a murit la fel și că a înregistrat mesaje de la Anna prin EVP. Jonathan în cele din urmă crede că într-adevăr acea înregistrare este vocea soției sale moarte.
Jonathan devine obsedat de încercarea de a lua legătura cu soția sa, în ciuda avertismentelor unui psihiatru care încearcă să-i spună că înregistrarea poate atrage alte entități, nedorite. O femeie pe nume Sarah Tate (Deborah Kara Unger) se împrietenește cu Jonathan, deoarece și-a pierdut logodnicul.
Raymond este găsit mort de Jonathan care începe să vadă din ce în ce mai des voci și imagini, dar și trei umbre misterioase.

## Distribuție
- Michael Keaton – Jonathan Rivers
- Chandra West – Anna Rivers
- Nicholas Elia – Mike Rivers
- Deborah Kara Unger – Sarah Tate
- Keegan Connor Tracy – Mirabelle Keegan
- Ian McNeice – Raymond Price
- Sarah Strange – Jane
- Mike Dopud – Detectivul Smits
- Amber Rothwell – Susie Tomlinson
- Suzanne Ristic – Mary Freeman